# HMS Pasley (K564)
HMS Pasley (K564), nguyên là chiếc HMS Lindsay, là một tàu frigate lớp Captain của Hải quân Hoàng gia Anh hoạt động trong Chiến tranh Thế giới thứ hai. Nó nguyên được Hoa Kỳ chế tạo như là chiếc DE-519, một tàu hộ tống khu trục lớp Evarts, và chuyển giao cho Anh Quốc theo Chương trình Cho thuê-Cho mượn (Lend-Lease). Nó là chiếc tàu chiến thứ ba của Hải quân Anh được đặt tên theo Đô đốc Sir Thomas Pasley (1734-1808), người từng tham gia các cuộc Chiến tranh Bảy Năm, Chiến tranh Cách mạng Hoa Kỳ và Chiến tranh Cách mạng Pháp. Nó đã phục vụ cho đến khi chiến tranh kết thúc tại Châu Âu, hoàn trả cho Hoa Kỳ năm 1945 nhưng rút biên chế và xóa đăng bạ ngay sau đó, và cuối cùng bị bán để tháo dỡ không lâu sau đó.

## Thiết kế và chế tạo
Những tàu frigate lớp Captain thuộc phân lớp Evarts có chiều dài chung 289 ft 5 in (88,21 m), mạn tàu rộng 35 ft 1 in (10,69 m) và độ sâu mớn nước khi đầy tải là 8 ft 3 in (2,51 m). Chúng có trọng lượng choán nước tiêu chuẩn 1.140 tấn Anh (1.160 t); và lên đến 1.430 tấn Anh (1.450 t) khi đầy tải. Hệ thống động lực bao gồm bốn động cơ diesel General Motors Kiểu 16-278A nối với bốn máy phát điện để vận hành hai trục chân vịt; công suất 6.000 hp (4.500 kW) cho phép đạt được tốc độ tối đa 21 kn (24 mph; 39 km/h), và có dự trữ hành trình 4.150 nmi (4.780 mi; 7.690 km) khi di chuyển ở vận tốc đường trường 12 kn (14 mph; 22 km/h).
Vũ khí trang bị bao gồm ba pháo 3 in (76 mm)/50 cal trên tháp pháo nòng đơn có thể đối hạm hoặc phòng không, một khẩu đội 1,1 inch/75 caliber bốn nòng và chín pháo phòng không Oerlikon 20 mm. Vũ khí chống ngầm bao gồm một dàn súng cối chống tàu ngầm Hedgehog Mk. 10 (có 24 nòng và mang theo 144 quả đạn); hai đường ray Mk. 9 và tám máy phóng K3 Mk. 6 để thả mìn sâu.
DE-519 được đặt lườn tại Xưởng hải quân Boston ở Boston, Massachusetts vào ngày 18 tháng 7, 1943; nó được hạ thủy vào ngày 30 tháng 8, 1943, và được phân cho Hải quân Anh vào ngày 19 tháng 10, 1943, dự định đặt tên HMS Lindsay. Tuy nhiên nó được đổi tên thành HMS Pasley trước khi hoàn tất nhằm tránh nhầm lẫn với chiếc tàu corvette HMCS Lindsay (K338) của Hải quân Hoàng gia Canada. Con tàu được đỡ đầu bởi bà Richard M. (Marjorie) Rush và được chuyển giao cho Anh Quốc vào ngày 20 tháng 11, 1943. Nó nhập biên chế cùng Hải quân Hoàng gia Anh trong tháng 11, 1943 như là chiếc HMS Pasley (K564) dưới quyền chỉ huy của Hạm trưởng, Đại úy Hải quân Peter George Roots Mitchell.

## Lịch sử hoạt động
Trong quá trình phục vụ cùng Hải quân Hoàng gia Anh, Pasley hoạt động trong vai trò chính là hộ tống các đoàn tàu vận tải tại Bắc Đại Tây Dương từ năm 1944 đến năm 1945.
Sau khi chiến tranh chấm dứt tại Châu Âu, Pasley tiếp tục ở lại Anh, nhưng được hoàn trả cho Hoa Kỳ vào ngày 20 tháng 8, 1945, nhằm giảm bớt chi phí mà Anh phải trả cho Hoa Kỳ trong Chương trình Cho thuê-Cho mượn (Lend-Lease). Được giữ lại cái tên gốc Anh, Hải quân Hoa Kỳ cho nhập biên chế như là chiếc USS Pasley (DE-519) vào ngày 20 tháng 8, 1945. Nó lên đường quay trở về Hoa Kỳ, về đến Xưởng hải quân Philadelphia ở Philadelphia, Pennsylvania, nơi con tàu được cho xuất biên chế vào ngày 26 tháng 10, 1945. Tên nó được cho rút khỏi danh sách Đăng bạ Hải quân vào ngày 16 tháng 11, 1945, và con tàu bị bán để tháo dỡ sau đó.